# Directorov zakon
Directorov zakon je zakon koji navodi da je većina javnih programa dizajnirani prvenstveno za dobrobit srednje klase, ali se financira porezima plaćenim prvenstveno gornjih i donjih klasa. Empirijski izveden zakon prvi je predložio ekonomist Aaron Director.
Filozofija Directorovog zakona je da, na temelju veličine njenog stanovništva i agregatnog bogatstva, srednja klasa uvijek će biti dominantna interesna skupina u modernoj demokraciji. Kao takvi, oni će iskoristiti svoj utjecaj kako bi se povećale državne beneficije koje dobivaju i smanjili dio troškova koji idu uz to. Troškovi idu na teret onih iz visoke klase ali i onih iz niže klase. Na osnovu toga, ekonomist Milton Friedman (čija je supruga bila Directorova sestra) je napadao veći dio socijalnih mjera jer ne pomažu siromašnima već im samo štete opterećujući ih poreznim nametima.